# Донской театр драмы и комедии имени В. Ф. Комиссаржевской
Донско́й теа́тр дра́мы и коме́дии и́мени В. Ф. Комиссарже́вской или Каза́чий драмати́ческий теа́тр — российский театр в городе Новочеркасске Ростовской области. Основан в 1825 году, является одним из старейших на Дону. Ныне расположен в здании по адресу: пр. Платовский,72, построенном в 1909 году по проекту архитектора А. Н. Бекетова.

## История
Театр был основан в Новочеркасске в 1825 году, изначально существовал в виде гастролирующих трупп и представлял собой «огромный дощатый балаган». В 1866 году обрёл собственное помещение (до настоящего времени не сохранилось), имел государственный статус, хотя и не являлся при этом императорским. Костяк актёрского состава формировался из ведущих провинциальных артистов юга России, в частности в разное время здесь играли такие известные театральные деятели как Михаил Щепкин, Николай Рыбаков, Гликерия Федотова, Мария Савина, Полина Стрепетова, Александр Ленский, Николай Рощин-Инсаров, Василий Андреев-Бурлак, Иван Киселевский, Митрофан Иванов-Козельский и др.
В 1891—1894 годы директором театра был Н. Н. Синельников, под его руководством впервые на провинциальной сцене была поставлена комедия Л. Н. Толстого «Плоды просвещения» — здесь дебютировала на профессиональном уровне знаменитая русская актриса Вера Комиссаржевская (впоследствии театру присвоили её имя). Новочеркасский театр стал одним из первых, кто в 1896 году поставил «Чайку» А. П. Чехова.
В. А. Вагнер (1840—1914) многие годы был директором городского театра.
В годы гражданской войны театр находился на содержании Всевеликого войска Донского.

### Советский театр имени Максима Горького
В советское время значительный вклад в развитие репертуара Донского театра внёс известный советский драматург Константин Тренёв.
После пожара 1938 года здание театра не существовало до 1944 года.
С 1964 года театр носит имя В. Ф. Комиссаржевской. Среди наиболее известных советских актёров — заслуженные артисты Вениамин Панов, Пётр Вельяминов. В 1966 году театр переехал в восстановленное после Великой Отечественной войны здание бывшего Дома Красной Армии по адресу Платовский проспект, дом 72 (построено в 1909 году по проекту архитектора А. Н. Бекетова), в котором находится по сей день.

### Казачий драматический театр
В 1990—2013 годах должность директора, а затем и художественного руководителя, занимал заслуженный деятель искусств Леонид Шатохин. Под его руководством театр взял курс на возрождение утраченной казачьей культуры и в 1991 году обзавёлся вторым названием «Казачий драматический театр». В рамках сформированной творческой лаборатории Шатохин поставил несколько знаковых спектаклей казачьей тематики, в числе которых «Пугачёв» С. А. Есенина и «Атаман» местного ростовского драматурга В. Я. Пучеглазова. В течение пятнадцати лет при театре работал филиал актёрского отделения Ярославского государственного театрального института — его выпускниками стали четыре актёрских курса.
В 1998 году за соответствие европейским стандартам Казачий театр удостоился награды «Золотая пальма» парижской международной ассоциации «Партнёрство ради прогресса». В 1999 году отмечен специальным отличительным призом «Гран-При», попав в число лучших организаций культуры и театральных коллективов страны. Поставленная в том же году пьеса «Женитьба Бальзаминова» А. Н. Островского удостоена приза всероссийского фестиваля «Русская комедия». В 2000 году большой успех имела поставленная Шатохиным «Кровавая свадьба» Ф. Гарсиа Лорки — награждена всероссийским фестивалем театральных школ в Ярославле, отмечена призом за лучшую режиссёрскую работу в «Декаде донских театров» в Москве и дипломом третьего всероссийского фестиваля малых городов России. В 2003 году «Атаман» удостоен диплома первого международного театрального форума «Золотой Витязь».
Начиная с 2004 года Донской театр включён в президентскую программу поддержки русскоязычных театров. При поддержке Министерства культуры РФ, Союза театральных деятелей РФ и администрации города Новочеркасска здесь стартовал ежегодный международный театральный фестиваль «Комплимент». В 2006 году театр награждён дипломом Всероссийского конкурса спектаклей, пропагандирующих идеи патриотизма и любви к Родине. В 2007 году постановка пьесы «Оркестр» французского драматурга Жана Ануя отмечена дипломом за лучший актёрский ансамбль.
В 2011 году по результатам работы организационного комитета премии «Лучшее предприятие России» Казачий драматический театр вошёл в сотню лучших предприятий страны и стал лауреатом Всероссийского конкурса в номинации «Лучшая организация культуры и отдыха». В 2012 году театр принимал участие в организации IV Всемирного конгресса казаков в Новочеркасске. В 2013 году — победитель ростовского областного Фестиваля театральных капустников «Щукарские байки».

## Репертуар
По состоянию на 2018 год в репертуаре театра значатся следующие спектакли:
- «Бешеные деньги» А. Н. Островский, режиссёр А. Восканян, художник-постановщик А. Лютов;
- «Дети солнца» М. Горький;
- «Мамаша Кураж» Б. Брехт;
- «Вишнёвый сад» А. П. Чехов;
- «Казачки» Ф. Крюков, М. А. Шолохов;
- «Человек из Ламанчи» Митч Ли, Д. Вассерман, Д. Дэрион, режиссёр А. Восканян, сценография С. Шавловский;
- «Поминальная молитва» Г. Горин, Ш. Алейхем;
- «Идиот» Ф. М. Достоевский, режиссёр А. Восканян, сценография С. Зограбян;
- «Комната невесты» В. С. Красногоров;
- «Поминальная молитва» Г. И. Горин;
- «Жестокие игры» А. Н. Арбузов;
- «Клинический случай» Р. Куни;
- «Бесприданница» А. Н. Островский, режиссёр И. Лебедев, сценография С. Зограбян;
- «Последняя любовь Насреддина» В. К. Константинов, Б. М. Рацер;
- «Очень простая история» М. Ладо;
- «Примадонны» К. Людвиг;
- «Семь казачьих распевов» М. А. Шолохов, В. Я. Пучеглазов;
- «Брачный договор» Э. Кишон;
- «Вперед, гусары!» А. Гладков;
- «Бабий бунт» Е. Н. Птичкин, М. А. Шолохов;
- «Проделки Ханумы» А. А. Цагарели;
- «Сказ про Федота-стрельца, удалого молодца» Л. А. Филатов;
- «Слишком женатый таксист» Р. Куни;
- «Русская метель» Г. В. Свиридов, А. С. Пушкин.